# Руська-Весь (Люблінське воєводство)
Руська-Весь (пол. Ruska Wieś) — село в Польщі, у гміні Коцьк Любартівського повіту Люблінського воєводства.
Населення — 96 осіб (2011).
У 1975-1998 роках село належало до Люблінського воєводства.

## Демографія
Демографічна структура станом на 31 березня 2011 року:
|          | Загалом | Допрацездатний вік | Працездатний вік | Постпрацездатний вік |
| -------- | ------- | ------------------ | ---------------- | -------------------- |
| Чоловіки | 51      | 7                  | 41               | 3                    |
| Жінки    | 45      | 12                 | 22               | 11                   |
| Разом    | 96      | 19                 | 63               | 14                   |